# رافائيل ماركيز (ملاكم)
رافائيل ماركيز (بالإسبانية: Rafael Márquez)‏ مواليد 25 مارس 1975 في مدينة مكسيكو، هو ملاكم مكسيكي يصنف ضمن فئة وزن الريشة. حقق بطولة المجلس العالمي للملاكمة وبطولة الاتحاد الدولي للملاكمة.

## إحصائيات
خاض خلال مسيرته 50 نزالا، فاز في 41 وخسر في 9. فاز بالضربة القاضية في 37 نزالا.

## روابط خارجية
- رافائيل ماركيز على موقع بوكس ريك (الإنجليزية) (registration required)